# Peña Bolística Peñacastillo
La Peña Bolística Peñacastillo es una de las peñas más veteranas del juego del bolo palma en Cantabria. Desde su primera participación en liga en 1959 ha conseguido ganar cuatro ligas, una Copa Cantabria, una Copa Federación Española de Bolos, una Copa Apebol, y una Supercopa. Ha contado con jugadores como son Ramiro González, Lucas Arenal, Joaquín Salas, Modesto Cabello o más recientemente Rubén Haya, Víctor González o Rubén Rodríguez.

## Historia
Su andadura en liga es muy temprana pues comienza el año 1959, un año después de inaugurada la competición liguera. Ya en 1961 asciende por primera vez a Primera División donde permanece dos años. Tras perder la categoría vuelve a Primera División en 1966 y lo hace con un equipo que cuenta con Lucas Arenal y José Luis Mediavilla. En años sucesivos el equipo se refuerza con jugadores conocidos como Ramiro González, Manuel Escalante, Joaquín Salas o Modesto Cabello, varios de ellos campeones de España y de Cantabria varias veces. A pesar de todo no consiguen ningún título liguero quedando subcampeones varios años (1970, 1980, 1983 y 1985), hasta que por fin en 1987 llega el primer campeonato. Tras acabar primeros de la liga regular seguidos por la Peña Bolística La Carmencita. Finalmente en el playoff se enfrentaron a Peña Construcciones Rotella, a la que vencieron. Al año siguiente vuelven a conseguir un subcampeonato, pero a partir de entonces los resultados no les acompañan y pasan a ocupar la parte baja de la tabla, aunque sin llegar a descender.
En 1996 la Peña decide retirar a todos sus equipos de las competiciones ligueras como forma de protesta, en lo que parecía el adiós de la peña de Santander. Sin embargo, al año siguiente volvieron a inscribir un equipo en la tercera división. Permanecieron varios años en categorías inferiores, hasta que el año 2012 volvieron a la máxima categoría del bolo palma, ahora denominada División de Honor. Volvieron a contar con jugadores de primera línea como Víctor González o Rubén Rodríguez, ambos campeones de España y de Cantabria y pronto cosecharon sus primeros títulos. Se proclamaron campeones el año 2014, subcampeones en 2017 y de nuevo campeones en los años 2018 y 2019

## Bolera
Actualmente juega en la bolera cubierta “Mateo Grijuela”. Anteriormente ha disputado sus partidos en las boleras “Domingo Miera” (1959-1968), Frente de Juventudes (1969-1970), La Arboleda (1972-1981), Los Pinares (1982) y San Joaquín (2000)

## Palmarés[1]
- Campeón de la liga Torneo Diputación: 1987
- Campeón de División de Honor de la liga APEBOL: 2014, 2018 y 2019
- Campeón de la Copa Cantabria[5]
- Campeón de la Copa Federación Española de Bolos
- Campeón de la Copa APEBOL[6]
- Campeón de la Supercopa de bolos[6]